# 龍州直隸州
龍州直隸州，明代設置的直隸州。
洪武六年（1373年）十二月丙午，「立四川龍州，以土官薛文勝為知州」，直隸四川行省，領江油縣。州為土州。九年（1376年）四月，龍州改屬保寧府。十年五月廢江油縣。十四年（1381年）正月乙未，改龍州為松潘安撫司。二十年（1387年）正月乙丑，「改四四川松潘安撫司為龍州」，二十二年九月辛未「改四川龍州為軍民千戶所」，後得設龍州。宣德九年（1434年）十月丙辰，改州為宣撫司，直隸布政司。嘉靖四十五年十二月壬辰（当在1567年2月），升為龍安府，江油、石泉2縣改屬其下，府改設流官。萬曆十八年新設龍安縣，後改名平武。州治本在今四川青川縣清溪鎮，洪武二十二年遷治於今四川平武縣。。